# 風紀
| ウィキペディアには「風紀」という見出しの百科事典記事はありません（タイトルに「風紀」を含むページの一覧/「風紀」で始まるページの一覧）。 代わりにウィクショナリーのページ「風紀」が役に立つかもしれません。 |